# Поклад газогідратний
Поклад газогідратний (рос. залежь газогидратная; англ. gas-hydrate accumulation, нім. gashydratischer Vorrat m) — поклад природного газу, який за певних термобаричних умов знаходиться в земній корі у твердому гідратному стані.

## Приклади
У 1969 р. почалася розробка Мессояхського родовища в Сибіру (Росія), де вперше вдалося вилучити природний газ безпосередньо з гідратів. Станом на 1990 р. на Мессояхському родовищі видобуто до 36 % природного газу від загального обсягу газогідратих покладів родовища.
У 1998 р. в Канаді на суші (дельта річки Макензі в північно-західній частині) пробурена свердловина, де на глибинах 819—1111 м виявлено пласт гідратів метану потужністю 110 м. Ця свердловина уперше виявила гідрати метану і супутній їм «вільний газ» на глибині нижче рівня вічної мерзлоти.
У 2012 р. японське судно «Тікю» виконало буріння експериментальних свердловин глибиною 260 м нижче океанського дна, здійснивши у 2013 р. перший видобуток метану морських газогідратів біля берегів Японії.
У травні 2017 р. з'явилося офіційне повідомлення геологічної служби міністерства земельних і природних ресурсів КНР про «історичний прорив» у цій галузі. Зазначається, що з родовища газогідратів на глибині 200 м, що знаходиться під шаром води 1200 м, за тиждень було отримано 120 тис. м3 газу з вмістом метану 99,5 %.